# Procleomenes
Procleomenes is een kevergeslacht uit de familie van de boktorren (Cerambycidae). De wetenschappelijke naam van het geslacht werd voor het eerst geldig gepubliceerd in 1970 door Gressitt & Rondon.

## Soorten
Procleomenes omvat de volgende soorten:
- Procleomenes aenescens Holzschuh, 1991
- Procleomenes bialbofasciatus Hayashi, 1979
- Procleomenes borneensis Niisato, 1986
- Procleomenes brevis Holzschuh, 2008
- Procleomenes cabigasi Niisato & Vives, 2005
- Procleomenes comatus Holzschuh, 2008
- Procleomenes ebiharai Niisato & Vives, 2005
- Procleomenes elongatithorax Gressitt & Rondon, 1970
- Procleomenes glabrescens Niisato, 1981
- Procleomenes humeralis Niisato, 2008
- Procleomenes jianfenglingensis Hua, 1986
- Procleomenes longicollis Niisato, 1986
- Procleomenes malayanus Niisato, 1985
- Procleomenes mioleucus Holzschuh, 1998
- Procleomenes morio Holzschuh, 2007
- Procleomenes nanulus Holzschuh, 2007
- Procleomenes philippinensis Niisato & Vives, 2005
- Procleomenes robustius Niisato, 1981
- Procleomenes shimomurai Niisato, 1981
- Procleomenes taoi Niisato, 1985
- Procleomenes tenuiformis Niisato, 1986